# Juan de la Peña
Juan de la Peña (1513, Valdearenas, Guadalajara - 28 de gener del 1565, Salamanca) fou un teòleg dominic espanyol i catedràtic de la Universitat de Salamanca.

## Biografia
Després d'ingressar a l'Orde de Sant Benet, l'abandonà per professar a la de Sant Domènec. El 1540 jurà els estatuts del Col·legi de Sant Gregori de Valladolid, en què tingué com mestres Bartolomé de Carranza, futur arquebisbe de Toledo, i Melchor Cano, més endavant bisbe de Canàries i rector del col·legi.
Feu el batxiller de teologia a la Universitat de Valladolid el 1559 (grau que revalidà el mateix any a la Universitat de Salamanca), aconseguí els graus de llicenciat i doctor en teologia per la Universitat de Sigüenza el 1560.
A partir del 1551, i durant nou anys, fou professor al Col·legi de Sant Gregori. Entre el 1559 i el 1560 ocupà la càtedra de prima de la Universitat de Salamanca, i a partir del 1561 fou nomenat catedràtic de vespre d'aquesta universitat, que ocupà fins a la seva mort el 1565.